# Batallón de Ingenieros de Montaña 6
El Batallón de Ingenieros de Montaña 6 (B Ing M 6) es una unidad táctica de ingenieros del Ejército Argentino con asiento de paz en la guarnición de ejército de Neuquén y con dependencia orgánica de la VI Brigada de Montaña.
En años noventa, en procura de formar las Fuerzas de Empleo Regional, asignaron a las brigadas de montaña de una unidad de ingenieros. El B Ing M 6 fue incorporado a la VI Brigada de Montaña con comando en Neuquén.
En noviembre de 2024 la superioridad resolvió brindar alojamiento en instalaciones de la unidad al Escuadrón Contradisturbios del Destacamento Móvil 4 de la Gendarmería Nacional, elemento dependiente del Ministerio de Seguridad.